# Electric Guitars
Electric Guitars er et dansk rockband dannet af de to guitarister Mika Vandborg og Søren Andersen.

## Historie
De to guitarister Mika Vandborg og Søren Andersen fandt i vinteren 2012 sammen under navnet "Guitar Event", hvor de sammen med trommeslager Morten Hellborn og bassist Peter Kjøbsted afviklede en større koncertrække i Danmark. Derfra udviklede det sig til at man tog det officielle bandnavn Electric Guitars.
I sommeren 2013 begyndte indspilningerne til gruppens første album, der fik navnet Electric Guitars, og udkom 9. september samme år på pladeselskabet Target Records. Det indeholder 12 spor hvor især det sidste nummer "Hero Of Mine" fik stor opmærksomhed. Det var lykkedes at samle ti af Danmarks kendteste og bedste guitarister på ét og samme nummer. På nummeret medvirker udover de to initiativtagere, også Per Møller, Poul Halberg, Billy Cross, Jacob Binzer, Tim Christensen, Franz Beckerlee, Uffe Steen, Jens Runge, Aske Jacoby og Mikkel Nordsø. Alle guitarister spiller hver en solo på nummeret, og det var første gang i 20 år at Gasolin-guitaristen Franz Beckerlee medvirkede ved en pladeindspilning.
Godt én måned før at debutalbummet kom i butikkerne, startede gruppen en koncert-tour som begyndte på Smukfest '13 i Skanderborg. Koncertanmelderne var imponerede, hvor blandt andet BTs Steffen Jungersen gav koncerten fem ud seks stjerner. Efter Skanderborg spillede gruppen yderlige otte koncerter rundt om i landet.
Fra februar 2014 og knap tre måneder frem, tog bandet ud på deres første store Danmarksturné, hvor de spillede 25 koncerter, med start på Realen på Fanø.
Den 2. februar 2015 udkom bandet med albummet String Fever. Som opfølgning på albummet drog bandet i februar, april og maj på turné i Danmark.
3. februar 2017 kom tredje album, Rock'n'Roll Radio, på gaden - blandt andet med brødrene Jesper og Jacob Binzer fra D-A-D som gæstemusikere. Efter en lang periode med liveoptrædender fulgte udgivelsen af duoens første live album 10 Songs - 10 Cities i 2019 samt julesangen All I Want For Christmas Is An Electric Guitar, der udkom 8. november samme år.
12. november 2021 udgav Mika og Søren albummet Freewheeler, der foreløbig er duoens fjerde.
Efter et par år med soloprojekter udgav duoen igen nyt i 16. august 2024, hvor singlen "Speed of Sound" udkom.

## Diskografi

### Albummer
| År                                                       | Album                       | Højeste placering | Certificering |
| År                                                       | Album                       | Danmark           | Certificering |
| -------------------------------------------------------- | --------------------------- | ----------------- | ------------- |
| 2013                                                     | Electric Guitars            | 26                |               |
| 2015                                                     | String Fever                | -                 |               |
| 2017                                                     | Rock'n'Roll Radio           | -                 |               |
| 2019                                                     | 10 Songs - 10 Cities (live) | -                 |               |
| 2021                                                     | Freewheeler                 | -                 |               |
| "—" markerer en udgivelse der ikke opnåede en placering. |                             |                   |               |